# Катеринічев Олексій Вікторович
Олексій Вікторович Катеринічев (рос. Алексей Викторович Катериничев; 30 червня 1974, Рибинськ, РРФСР — 30 вересня 2022, Херсон, Україна) — російський офіцер, співробітник ФСБ і МНС, полковник внутрішньої служби. Герой Російської Федерації.

## Біографія
В 1991 році закінчив Уссурійське суворовське військове училище. В 1992 році був курсантом Новосибірського вищого військового командного училища, потім вступив у Голіцинський військовий інститут прикордонних військ, який закінчив в 1996 році із золотою медаллю. В 1996—2001 роках служив в прикордонних військах, потім перейшов у ФСБ.
В 2004 році з відзнакою закінчив Прикордонну академію ФСБ, після чого служив на різних посадах у ФСБ, взяв участь у низці контртерористичних операцій. Зокрема, під керівництвом Національного антитерористичного комітету займався організацією діяльності Оперативного штабу Управління ФСБ в Калінінградській области. В 2021 перейшов на службу в МНС Росії і указом Володимир Путіна був призначений на посаду першого заступника начальника центру з проведення рятувальних операцій особливого ризику «Лідер». В тому році супроводжував главу МНС Євгена Зінічева у поїздці на водоспад Кітабо-Орон, де той загинув, після чого Катеринічев був відправлений в запас.
18 серпня 2022 року був призначений першим заступником з безпеки голови окупаційної адміністрації Херсонської області, створеної на окупованій частині України. Вночі 30 вересня 2022 року загинув внаслідок точкового удару Збройних сил України з реактивної системи залпового вогню HIMARS по будівлі, в якій він проживав. 3 жовтня був похований на військово-меморіальному цвинтарі в  Медведівці.

## Нагороди
Отримав численні нагороди, серед яких:
- Звання «Майстер спорту Росії»
- Медаль «За відзнаку в охороні державного кордону»
- Орден Мужності — нагороджений тричі.
- Орден «За заслуги перед Калінінградською областю» (2014) — «за бездоганну службу, високий професіоналізм та особливий внесок в забезпечення безпеки Калінінградської області.»[9]
- Звання «Герой Російської Федерації» (1 жовтня 2022, посмертно) — «за мужність та героїзм, проявлені під час виконання службового обов'язку.»[10]

## Вшанування пам'яті
- 1 грудня 2022 року на Алеї Героїв Уссурійського суворовського училища був встановлений бюст Катеринічева.[11]
- 9 грудня 2022 року ім'я Катеринічева було присвоєне Гур'євській гімназії, а на її будівлі встановлена меморіальна дошка.